# 42-й окремий полк оперативного призначення ВВ МВС (Україна)
42-й окремий полк оперативного призначення (42 ОПОП, в/ч 4110) — підрозділ у складі Кримського оперативно-територіального об'єднання Внутрішніх військ МВС України.

## Історія
Відповідно до наказу Командувача Національної гвардії України № 369 від 17 травня 1994 року в м. Севастополі було сформовано 6 окремий батальйон Національної гвардії України і присвоєно номер військової частини 4110, яка до 1 лютого 1995 р. організаційно входила до складу 21 окремої бригади Національної гвардії України.
З січня 1995 року 6 окремий батальйон Національної гвардії України став входити до 23 окремої бригади Національної гвардії України.
В серпні 1995 року на базі 6-го окремого батальйону Національної гвардії України сформовано 20 полк Національної гвардії України, який організаційно входив до складу 23 окремої бригади Національної гвардії України по 20 травня 1996 р.
21 листопада 1998 року 20 полк Національної гвардії України перейменовано у 20 бригаду Національної гвардії України, яка входила до 7 дивізії Національної гвардії України.
У липні 1999 року 20 бригаду Національної гвардії України переформовано у 2 окремі батальйони з місцем дислокації у м. Севастополі (28 окремий гірськострілецький батальйон) та м. Партеніт (5 окремий гірськострілецький батальйон спеціального призначення) які входили до 7 дивізії Національної гвардії України.
Наприкінці грудня 1999 року згідно з Указом Президента України 28 окремий гірськострілецький батальйон Національної гвардії України переданий до лав Внутрішніх військ Міністерства Внутрішніх справ України і перейменовано у 28 окремий гірськострілецький батальйон спеціального призначення Внутрішніх військ Міністерства Внутрішніх справ України, який входив до 7 дивізії Внутрішніх військ Міністерства Внутрішніх справ України.
18 жовтня 2000 року 28 окремий гірськострілецький батальйон спеціального призначення Внутрішніх військ Міністерства Внутрішніх справ України ввійшов до управління Кримського територіального командування Внутрішніх військ Міністерства Внутрішніх справ України.
18 травня 2001 року 28 окремий гірськострілецький батальйон спеціального призначення Внутрішніх військ Міністерства Внутрішніх справ України переформовано у 42 полк Внутрішніх військ Міністерства Внутрішніх справ України управління Кримського територіального командування Внутрішніх військ Міністерства Внутрішніх справ України.
У 2005 році 42-й ОПОП разом з військовослужбовцями в/ч 3009 забезпечували охорону громадського порядку під час виборів Президента України, а також, припиненні масових заворушень в Бахчисараї.
Особовий склад частини забезпечує охорону громадського порядку в місті Севастополі та його густонаселених районах розташованих на площі понад тисячі квадратних кілометрів.
До складу полку входять три патрульних батальйони та рота бойового матеріально технічного забезпечення. До складу першого батальйони входить стрілецька рота з КЕОП. У штаті полку знаходиться патрульний катер, що здійснює патрулювання в акваторії Балаклавської бухти.

## Структура
- патрульний батальйон
  - стрілецька рота (КЕОП)
- патрульний батальйон
- патрульний батальйон
- рота бойового матеріально-технічного забезпечення

У штаті полку знаходиться патрульний катер, що здійснює патрулювання в акваторії Балаклавської бухти.

## Командування
- полковник Олексій Шилов (2014)